# La muchacha sin retorno
La muchacha sin retorno es una obra de teatro de Santiago Moncada estrenada en 1974.

## Argumento
Claudio ha sido siempre un seductor que súbitamente se da cuenta de que ha iniciado el declive de la madurez. Leticia, Carolina y Lucrecia, tres de sus antiguas amantes, igualmente decrépitas, se reúnen en torno suyo para evocar tiempos pasados y aparece, a modo de presente, Josefa, una joven que le hace recuperar la ilusión.

## Representaciones destacadas
- Teatro Fígaro, Madrid, 13 de septiembre de 1974. Estreno
  - Dirección: Cayetano Luca de Tena.
  - Intérpretes: Rocío Dúrcal - luego sustituida por África Pratt - (Josefa), Ismael Merlo (Claudio), Amelia de la Torre (Leticia), Mari Carmen Prendes (Carolina), Aurora Redondo (Lucrecia).

- Televisión (Estudio 1, TVE, 12 de junio de 1981)
  - Intérpretes: Victoria Vera (Josefa), Fernando Delgado (Claudio), Amelia de la Torre (Leticia), Mari Carmen Prendes (Carolina), Luisa Rodrigo (Lucrecia).

- Cine (La chica de la piscina, España-México, 1987).
  - Dirección: Ramón Fernández.
  - Intérpretes: Arturo Fernández (Claudio), Mary Carrillo, Mayrata O'Wisiedo, Carmen Salinas, Sonia Infante.